# Aoranthe nalaensis
Aoranthe nalaensis är en måreväxtart som först beskrevs av De Wild., och fick sitt nu gällande namn av Somers. Aoranthe nalaensis ingår i släktet Aoranthe och familjen måreväxter. Inga underarter finns listade i Catalogue of Life.